# Tim DeKay
Tim DeKay, född 12 juni 1963 i Ithaca, New York, är en amerikansk skådespelare, bland annat känd för rollen som Peter Burke i serien White Collar.

## Filmografi i urval
- 1997–1999 – Ensamma hemma (TV-serie)
- 2001 – Swordfish
- 2005 – The Chumscrubber
- 2007 – Randy and the Mob

NCIS - Season 6  - Episode 32008 – Get Smart
- 2008 – Monster Ark (TV-film)
- 2009–2014 – White Collar (TV-serie)